# Тихон (Троицкий-Донебин)
Архиепископ Тихон (в миру Михаил Михайлович Троицкий-Донебин; 4 (16) января 1831 — 28 июня (11 июля) 1911, Иркутск) — епископ Русской православной церкви, архиепископ Иркутский и Верхоленский. Родной брат епископа Смарагда (Троицкого).

## Биография

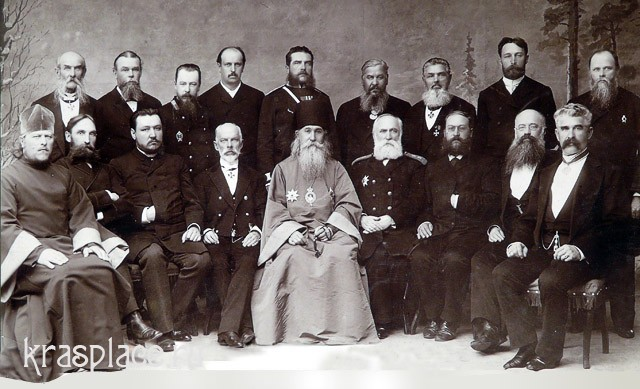
Красноярский губернский комитет Попечительного о тюрьмах общества, 1892 год. Епископ Енисейский и Красноярский Тихон в центре.

Родился 4 (16) января 1831 года в селе Сушково Зарайского уезда Рязанской губернии в семье дьякона Михаила Кондратьевича Троицкого и Дарьи Григорьевны (урождённой Вигилевой). Семья дьякона Троицкого была многолюдная и очень бедная. Отец занимался земледелием чтобы хоть как-то прокормить многочисленное семейство. Маленькому Мише (Михаил — такое имя будущий Архипастырь получил при крещении) приходилось с детства помогать родителям, работая по дому и в поле. Вся семья была очень трудолюбивая и эту любовь к труду, к сельскому хозяйству Архипастырь Тихон сохранил до конца своих дней.
Когда Михаил подрос, он поступил в Зарайское духовное училище, а затем, как лучший ученик, перешёл в Рязанскую духовную семинарию.
В 1853 году окончил Рязанскую духовную семинарию со званием студента.
В этом же году Михаил Михайлович женился.
7 марта 1853 года рукоположен в сан иерея к Владимирской церкви в Рязани. При рукоположении по воле архиепископа Гавриила принял фамилию Донебин. Свои пастырские обязанности молодой священник исполнял ревностно и с любовью. Видя его отличные успехи, епархиальное начальство давало ему разные поручения, которые он с успехом выполнял, получая благодарности.
В 1858 году он овдовел, и после этого переехал из Рязани в Санкт-Петербург для поступления в Санкт-Петербургскую духовную академию.
В 1861 году окончил курс Санкт-Петербургской духовной академии со степенью кандидата богословия.
14 сентября 1861 года пострижен в монашество с наречением именем Тихон и назначен преподавателем Новгородской семинарии.
16 сентября 1862 года — награждён набедренником.
6 ноября 1862 года — удостоен звания соборного иеромонаха.
С 16 марта 1863 года — назначен инспектором Новгородской духовной семинарии.
С 6 декабря 1866 года — за отличную, усердную и полезную службу возведён в сан архимандрита.
С 26 мая 1871 года — и.д. ректора, затем ректор Кавказской духовной семинарии. В то же время являлся одним из учредителей и председателем совета Православного Братства во имя Святого Андрея Первозванного (так же известного как «Ставропольское Андреевское Братство»), основанного 30 ноября 1873 года в городе Ставрополе.
13 мая 1873 года — избран действительным членом Ставропольского губернского комитета.
3 марта 1874 года — награждён орденом Святой Анны 2 степени
16 апреля 1878 года — награждён орденом Святого Владимира 4 степени, за отличную и усердную службу в должности ректора Ставропольской духовной семинарии.
В 1881 году архимандриту Тихону преподано благословение Святейшего Синода за пожертвование в пользу попечительства при Рязанской духовной семинарии.
27 марта 1882 года — награждён орденом Святого Владимира 3 степени
5 июня 1882 г. Александром III утверждён доклад Святейшего Синода о назначении архимандрита Тихона епископом Сарапульским, викарием Вятской епархии. 9 июня 1882 года последовал указ № 1884 Святейшего Синода об этом назначении
18 июля 1882 года хиротонисан во епископа в Троицком соборе Александро-Невской лавры Санкт-Петербурга.
Будучи епископом исполнял должность председателя в Комитете миссионерского общества. Кроме епархиальных дел епископ Тихон находил время и на общественные дела. Он был членом Общества врачей города Вятки, членом попечительного Комитета публичной библиотеки.
8 июля 1885 года принимал участие в собрании преосвященных архипастырей северо-восточных и поволжских епархий, проходившем в Казани, на котором вырабатывались меры к пресечению пагубного влияния раскольнической пропаганды на православные приходы.
С 8 марта 1886 года — епископ Енисейский и Красноярский.
В августе 1887 года совместно с епископом Бийским Макарием совершил поездку по церквям и инородческим улусам Минусинского и Ачинского округов с целью ознакомления с положением миссионерского дела в Енисейской епархии.
1 апреля 1890 года — награждён орденом Святого Владимира 2 степени
С 16 июня по 24 июля 1890 года епископ Тихон предпринял миссионерскую поездку в Туруханский край. Экспедиция, продолжавшаяся более 40 дней, посетила около 47 селений и станков (отсёлков), преодолев более 3000 вёрст (учитывая обратный путь), большей частью по реке. По результатам поездки епископом принято решение об учреждении центральной миссионерской двуклассной церковно-приходской школы в Туруханском крае (в Туруханске или при Троицком монастыре), организации общежитий при существующих церковно-приходских школах, где могли бы проживать в период учёбы дети из удалённых селений, а так же о сооружении плавучей часовни, которая плавая по Енисею, служила бы для религиозно—нравственных собеседований и совершения церковных служб для проживающих вдоль реки инородцев.
В Енисейской епархии архипастырь служил 6 лет. За это время при его стараниях значительно увеличилось число церквей и школ в епархии. В городе Красноярске чаяниями епископа построена столовая для бедных, приют для мальчиков—сирот, приют для девочек—сирот, организована помощь для бездомных и голодающих.
С 28 марта 1892 года — назначен архиепископом Иркутским и Нерчинским. Прибыл в Иркутск 4 июня 1892 года.
В 1892 году по инициативе и под руководством архиепископа Тихона в Иркутске была учреждена Переводческая комиссия для переводов с помощью миссионеров и светских лиц на местные языки священных, богослужебных и религиозно-нравственных книг.

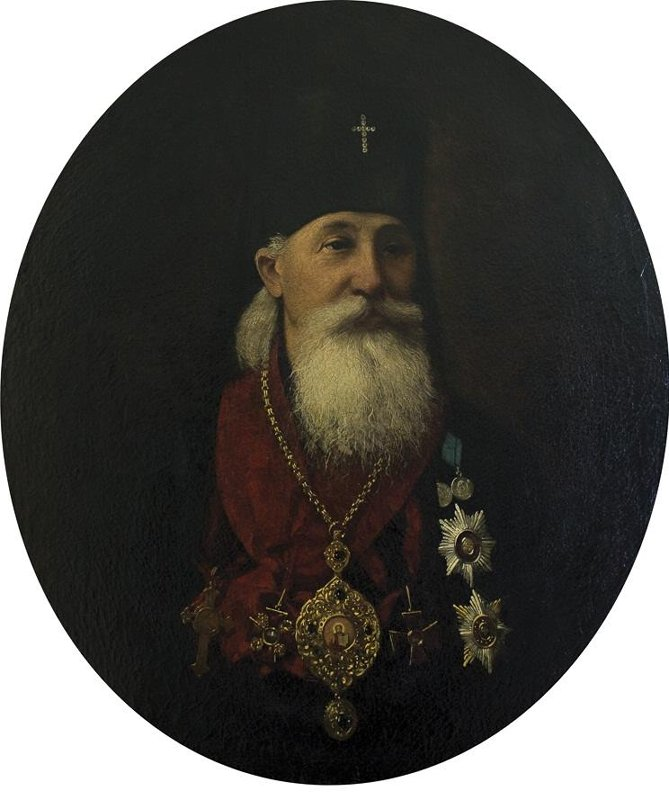
Портрет кон. XIX в.

6 мая 1895 года — награждён орденом Святого Александра Невского, за отличное служение ревностную попечительность о благоустройстве Иркутской епархии и просвещении инородцев.
14 мая 1896 года по высочайшему повелению участвовал в священном короновании императора Николая II и императрицы Александры Фёдоровны.
14 мая 1896 года, в честь коронации императора, награждён панагией, украшенной драгоценными камнями, за достойное, ревностное и многоплодное служение в обширной Иркутской епархии.
В 1896 году и в 1901 году принимал участие в заседаниях Святейшего Синода.
С 1896 года утверждён почётным членом Казанской духовной академии «во внимание к его благоплодным архипастырским и миссионерским трудам».
В 1901 году утвердил устав Иркутского церковного братства во имя св. Иннокентия для взаимного общения членов на почве религиозно-нравственного просвещения и распространения такового в среде местного населения.
6 мая 1902 года награждён бриллиантовым крестом для ношения на клобуке, за долговременное усердное служение и особливые заботы о благолепии церковных сооружений.
7 марта 1903 года — пятидесятилетний юбилей в священном сане.
5 мая 1907 года — в честь 25-летия служения в сане епископа удостоен признательности императора Николая II.
6 мая 1910 года — награждён орденом Святого Александра Невского с бриллиантовыми украшениями, за долговременное отлично-усердное святительское служение в отдалённой сибирской окраине, требующей по местным условиям и разноплеменности населения усиленных пастырских трудов и попечительности в утверждении святой веры и возвышении церковного порядка и благолепия.
Ходатайствовал о канонизации Софрония Иркутского.
За 19 лет его управления епархией построено 25 храмов и открыто столько же приходов, организовано 100 церковно-приходских школ, открыто 4 второклассные школы и построена церковно-учительская семинария, средства на которую (400000 рублей) дал В. А. Литвинцев, благодаря ходатайству архиепископа Тихона. Так же стараниями архипастыря построены здания Иркутского мужского духовного училища и Иркутского женского духовного училища.
Обладал замечательной памятью. Много сделал полезного для сибирских жителей своей просветительной деятельностью.
Скончался 28 июня (11 июля) 1911 года в 14:15 на загородной даче близ Иркутска. Похоронен в усыпальнице Казанского кафедрального собора Иркутска.

## Награды

### Государственные
- Орден Святой Анны 2 ст. (3 марта 1874)
- Орден Святого Владимира 4 ст. (16 апреля 1878)
- Орден Святого Владимира 3 ст. (27 марта 1882)[6]
- Орден Святого Владимира 2 ст. (1 апреля 1890)
- Орден Святого Александра Невского (6 мая 1895)
- Орден Святого Александра Невского с бриллиантами (6 мая 1910)

### Церковные
- Набедренник (16 сентября 1862)
- Благословение Святейшего Синода (1881 год)
- Панагия, украшенная драгоценными камнями (14 мая 1896)
- Бриллиантовый крест на клобук (6 мая 1902)
- Рескрипт императора с выражением признательности, ко дню 25-летия служения в сане епископа (5 мая 1907)[1]